# Remedia amoris
Die Remedia amoris (manchmal remediorum amoris liber unus genannt, dt. Heilmittel gegen die Liebe) sind ein Werk des römischen Dichters Ovid, das an sein Werk Ars amatoria anschließt. Während man in der Ars amatoria Ratschläge erhält, wie man am besten die große Liebe findet und was einem helfen kann, diese bis in die Ewigkeit zu führen, findet man in den Remedia Amoris Hilfestellungen, wenn es im Liebesleben nicht mehr so gut läuft und als einzige Möglichkeit bleibt, der Liebe ein Ende zu setzen.

## Konzeption
Gleich zu Beginn der Remedia amoris wird deutlich gemacht, dass dieses Werk nicht dazu dient, die Ars amatoria zu widerrufen, sondern dass sie dazu dienen, Menschen bei Liebeskummer zu helfen, denen der Tod droht, wenn sie nicht aufhören zu lieben: „Qui, nisi desierit, misero periturus amore est, […]“ (V. 21). Wenn man über den Schmerz hinweg sei, könne man immer noch zur Ars amatoria greifen und sich mit einer neuen Liebe beglücken.
Diese Klarstellung lässt sich dem Proöm entnehmen, in dem sich Amor, der Sohn der Venus und Schutzgöttin der Ars amatoria, beschwert, dass man Krieg gegen ihn führe (Bella mihi […] bella parantur, vgl. V. 2). Ovid stellt als Antwort darauf jedoch klar, dass die Menschen in der Ars amatoria schon zur Genüge angespornt worden seien, Amor und seine Mutter zu verehren, und dass nun Apollo, der Gott der Dichtung und Musik, als Schutzgott der Remedia amoris am besten geeignet sei.
Diese Aussage wird folgendermaßen belegt: Venus ist die Göttin der Liebe, also des Verliebens, und kann deswegen nicht mehr Schutzgöttin sein, wenn es um das „Entlieben“ geht: Tu pariter vati, tu succure medenti – Apoll soll nun dem Dichter wie dem Arzt zu Hilfe kommen (vgl. V. 77).
Die Disposition legt nahe, dass es sich bei dem vorliegenden Text um ein Lehrgedicht handeln muss. In diesem Fall fungiert der Dichter Ovid als Lehrer, der mit Hilfe des Gottes Apollon seinen Schüler Amor unterrichtet. Somit ist die Drei-Personen-Konstellation vorhanden, die für ein Lehrgedicht typisch ist. Außerdem liegt als Versmaß das elegische Distichon vor, welches in den einzelnen Lehrstücken fortgeführt wird.

## Aufbau und Inhalt
Die Remedia sind prinzipiell für zwei Fälle der scheidenden Beziehung zwischen zwei Liebenden geschrieben. Zunächst gibt Ovid Ratschläge zur Auflösung von Beziehungen, die sich noch im „Anfangsstadium“ befinden, und zum anderen Verhaltensanweisungen, um bereits vorangeschrittene Beziehungen zu beenden.
Im ersten Fall beginnt Ovid mit der Maßnahme, die Liebe bereits im Keim zu ersticken (V. 79–114). Aus dieser Passage stammt unter anderem das sprichwörtlich gewordene Principiis obsta („Widerstehe den Anfängen“ oder „Wehret den Anfängen“). Wenn die Beziehung schon fortgeschritten ist, so weist Ovid den Verliebten an, sich an der Geliebten physisch zu übersättigen, um überhaupt therapierbar zu werden (V. 115–134).
Ist der „Patient“ in diesem Stadium der Behandlungsfähigkeit, rät Ovid zu Reisen bzw. dem Verlassen Roms, um eine physische und psychische Distanz zur Partnerin aufzubauen (V. 135–248). Nachdem er von Zaubermitteln zur Heilung abgeraten hat, zeigt er Möglichkeiten für Betroffene, denen es nicht möglich ist, Rom zu verlassen. Dabei empfiehlt er zunächst die Maßnahme, sich selbst durch autosuggestive Monologe zu heilen (V. 299–330).
Ovid geht im Folgenden aber noch weiter und weist den Patienten an, die Partnerin unvorteilhaft in Szene zu setzen, wie z. B. „einen nicht stimmbegabten Partner in der Öffentlichkeit zum Singen zu überreden“ (V. 331–356) und „einen Partner mit schlechten Zähnen zum Lachen zu bringen“ (V- 345f). Letztendlich soll dies zum liebesschädlichen Verhalten beim Intimverkehr führen, wozu Ovid ebenfalls beinahe peinliche Anweisungen gibt (V. 361–440). Er rät sogar dazu, sich die Makel am Körper des Partners einzuprägen, wenn dieser nach dem Beischlaf ermattet daliegt (V. 420ff).
Auch im Folgenden wird davon ausgegangen, dass der Patient in der Nähe seines Unglücks bleibt. Er soll sich aber immerhin einen zweiten Partner (eine zweite Freundin) nehmen (V. 441–488), der alten gegenüber die Gleichgültigkeit wenigstens simulieren (V. 489–522). Nun sollte der Liebhaber zur physischen Trennung wieder in der Lage sein. Insgesamt ist der Aufbau des Buches als axialsymmetrisch zu betrachten: Der schlimmste Zustand ist in der Mitte (V. 331–548), zu den Rändern wird es sozusagen jeweils besser.
Nun wird der Patient zur Geselligkeit, d. h. Meidung der Einsamkeit, ermahnt (V. 579–608). Wieder bei seinen Freunden, scheint er nunmehr schon vorläufig kuriert. Ovid behandelt also jetzt bereits Möglichkeiten des Rückfalls (V. 609–698). Am Schluss stehen, um diesen zu verhindern, wieder meditative Übungen, wozu auch eine symbolische Verbrennung, die Meidung erotischer Lektüre und ein Bewusstseinstraining im Hinblick auf potenzielle Rivalen gehört (V. 673–794). Das Wichtigste ist nun erreicht: Mann und Frau – auch sie war ja mit ins Auge gefasst (V. 49–52) – sind geheilt und bringen dem „heiligen Dichter“ statt eines Arzthonorars ein Dankopfer dar (V. 811–814).

## Adressaten
Im Verlauf der Remedia entsteht schnell das Missverständnis, das gesamte Werk sei ausschließlich für Männer geschrieben. Die „Maßnahmen“, Tipps und geschilderten Situationen Ovids haben fast ausschließlich zum Thema, wie man sich als Mann von einer Frau löst. Es gibt allerdings eine, wenn auch nur sehr kurze, Textstelle, in der Ovid ausdrücklich klarstellt, dass sein Werk nicht nur an Männer gerichtet ist:
Sed quaecumque viris, vobis quoque dicta, puellae,

credite: diversis partibus arma damus,

e quibus ad vestros siquid non pertinet usus,

attamen exemplo multa docere potest.
Aber was immer auch hier für die Männer gesagt ist, ist auch für euch gesagt, ihr Mädchen,

glaubt mir: den beiden unterschiedlichen Parteien gebe ich Waffen.

Wenn etwas davon nicht zu eurem Nutzen dient,

so kann dies doch durch sein Beispiel vieles lehren.
Das Verhältnis der verfassten Anzahl der Zeilen für das jeweilige Geschlecht (von insgesamt 814 Zeilen widmet Ovid in den Remedia lediglich die aufgeführten vier Zeilen dem weiblichen Geschlecht) führt beim Leser allerdings nicht zwangsweise zu der Überzeugung einer gewichtigen Bedeutung dieser Passage.

## Textausgaben und Übersetzungen (teilweise mit Kommentar)
- Edward J. Kenney (Hrsg.): P. Ovidi Nasonis Amores. Medicamini faciei femineae. Ars amatoria. Remedia amoris, Oxford 1995. [Textkritische Ausgabe]
- Publius Ovidius Naso: Remedia amoris – Heilmittel gegen die Liebe. Lateinisch/Deutsch, übers. und hrsg. von Niklas Holzberg, Stuttgart 2011.
- Hans Joachim Geisler: P. Ovidius Naso Remedia amoris. Mit Kommentar zu Vers 1–396. Diss. Berlin 1969.
- Christina Lucke: P. Ovidius Naso Remedia amoris. Kommentar zu Vers 397–814. Diss. Berlin 1982.